# Lucky Louie
Lucky Louie är en amerikansk sitcom som sändes i 13 avsnitt 2006.

## Handling
Louie lever med fru och dotter i en sliten lägenhet i New York.

## Rollista i urval
- Louis C.K. - Louie
- Pamela Adlon - Kim
- Kelly Gould - Lucy
- Mike Hagerty - Mike
- Laura Kightlinger - Tina
- Kim Hawthorne - Ellen
- Jerry Minor - Walter